# ملكة الأقنعة
ملكة الأقنعة (بالكورية: 가면의 여왕)؛ هو مسلسل تلفزيوني كوري جنوبي، من بطولة كيم سون إي، أوه يون آه، شين ايون جونغ ويون سون. تصور الدراما حرب نفسية فتاكه لاربع نساء متورطات في قضية قتل. عرض على قناة شانل أ في 24 أبريل الى 13 يونيو 2023، بث كل يومي الإثنين والثلاثاء.

## الملخص
تدور القصة أحداثها حول ثلاث صديقات ناجحات، عندما تظهر صديقتهن القديمة، التي أصبحت قاتلة بسبب اتهام باطل قبل 10 سنوات. تواجه الأربعة زوبعة من الحياة بسبب رجل.

## الطاقم

### رئيسي
- كيم سون إي في دور دو جاي يي[12]

هي محامٍية مشهور في مجال حقوق الإنسان تدافع عن الضعفاء، إنها في الواقع شخص طموح وهي تصلح الأفعال القذرة التي ارتكبها رئيس بلدية مدينة تونغجو.
- أوه يون آه في دور غو يو نا[12]

تورطت في قضية قتل قبل 10 سنوات وهربت إلى الولايات المتحدة. الآن، غو يو-نا متزوجة ولديها ابنة، هي سعيدة بحياتها لكن ابنتها مفقودة، للعثور على ابنتها، عادت غو يو-نا إلى كوريا وتواجه 3 أصدقاء الذي تخلوا عنها منذ 10 سنوات.
- شين إيون جونغ في دور جو يوو جونغ[12]

هي رئيسة مؤسسة للفنون، عندما كانت في لحظة صعبة في حياتها، ظهر أمامها رجل، حدث موقف غير مريح قبل زواجها من هذا الرجل.
- يون سون في دور يون هاي مي[12]

هي نائب رئيس فندق ماريانا، بدأت من القاع وشقت طريقها إلى منصبها الحالي، إنها من النوع الذي إذا رغبت في أي شيء فلن تتوقف حتى تحصل على ما تريد.

### داعم
- أوه جاي هو في دور تشوي كانغ هوو[13]
- لي جيونغ جين في دور سونغ جاي هيوك[4]
- شين جي هون في دور ليو، زوج هاي مي[14]
- لي ايون دو في دور يون جي-هي[15]
- جيون جين كي في دور جونغ غو-تاي[16]
- تشانغ أوي سو في دور تشو يونغ بيل: هو سكرتير ورئيس مكتب دو جاي يي[17]
- سونغ يونغ تشانغ في دور كانغ ايل-كو: رئيس تكتل، ووالد دو يي[18]

## المشاهدات
| الموسم | الموسم | رقم الحلقة | رقم الحلقة | رقم الحلقة | رقم الحلقة | رقم الحلقة | رقم الحلقة | رقم الحلقة | رقم الحلقة | رقم الحلقة | رقم الحلقة | رقم الحلقة | رقم الحلقة | رقم الحلقة | رقم الحلقة | رقم الحلقة | رقم الحلقة | المتوسط |
| الموسم | الموسم | 1          | 2          | 3          | 4          | 5          | 6          | 7          | 8          | 9          | 10         | 11         | 12         | 13         | 14         | 15         | 16         | المتوسط |
| ------ | ------ | ---------- | ---------- | ---------- | ---------- | ---------- | ---------- | ---------- | ---------- | ---------- | ---------- | ---------- | ---------- | ---------- | ---------- | ---------- | ---------- | ------- |
|        | 1      | غ/م        | غ/م        | غ/م        | 458        | 488        | 530        | 549        | 553        | 483        | 509        | 555        | 580        | 546        | 563        | غ/م        | 640        | N/A     |

| الحلقات | تاريخ البث    | تقييمات "نيلسن كوريا" | تقييمات "نيلسن كوريا" |
| الحلقات | تاريخ البث    | على الصعيد الوطني     | سيئول                 |
| ------- | ------------- | --------------------- | --------------------- |
| 1       | 24 أبريل 2023 | 1.401%                | N/A                   |
| 2       | 25 أبريل 2023 | 1.501%                | N/A                   |
| 3       | 1 مايو 2023   | 2.27%                 | N/A                   |
| 4       | 2 مايو 2023   | 2.413%                | 2.110%                |
| 5       | 8 مايو 2023   | 2.482%                | 2.325%                |
| 6       | 9 مايو 2023   | 2.423%                | 2.479%                |
| 7       | 15 مايو 2023  | 2.635%                | 2.597%                |
| 8       | 16 مايو 2023  | 2.892%                | 2.906%                |
| 9       | 22 مايو 2013  | 2.591%                | 2.559%                |
| 10      | 23 مايو 2023  | 2.650%                | 2.526%                |
| 11      | 29 مايو 2023  | 2.869%                | 2.852%                |
| 12      | 30 مايو 2023  | 3.084%                | 3.096%                |
| 13      | 5 يونيو 2023  | 2.671%                | 2.671%                |
| 14      | 6 يونيو 2023  | 3.107%                | 3.602%                |
| 15      | 12 يونيو 2023 | 2.280%                | 2.193%                |
| 16      | 13 يونيو 2023 | 3.349%                | 3.236%                |
| متوسط   | متوسط         | 2.548%                | __                    |

## الإنتاج
في 5 يناير 2023 ، تم تأكيد الطاقم النسائي الرئيسي للمسلسل. تمت القراءة الاولى لسيناريو 8 فبراير 2023 ، مع حضور طاقم الإنتاج والتمثيل. في 5 يناير 2023، اعلنت شركة الإنتاج رايمونغ راين انها قد وقعت عقد انتاج وتوريد مع قناة شانل أ بقيمة 11.2 مليار وون لانتاج المسلسل. من تخطيط شانل أ وإنتاج من قبل رايمونغ راين بجانب ذا جريت شاو. صدرت اول لقطات من تصوير المسلسل في 8 مارس 2023. صرح جيونغ هي-ووك، رئيس قسم الدراما في channel A ، حول "ملكة القناع" أريد أن اغرس تصور لدى المشاهدين بأن شانل "أ" يمكنها أن تجعل النوع الغامض من الميلودراما الانتقام أكثر متعة ".

## روابط خارجية
- الموقع الرسمي
 باللغة الكورية
- ملكة الأقنعة على هانسينما